# Ruta Caletas del Maule
Ruta Caletas del Maule, también conocido simplemente como Caletas del Maule, es una ruta turística de 160 kilómetros de extensión en la Región del Mauleinaugurada en 2011 en torno a los atractivos naturales, culturales y productivos de una serie de caletas artesanales.
Originalmente fue un proyecto de cooperación público-privado chileno de reconstrucción de seis caletas artesanales en esa región tras el terremoto de 2010.
Las caletas que integran la ruta son Boyeruca, Duao, Pellines, Loanco, Pelluhue y Curanipe.

## Historia

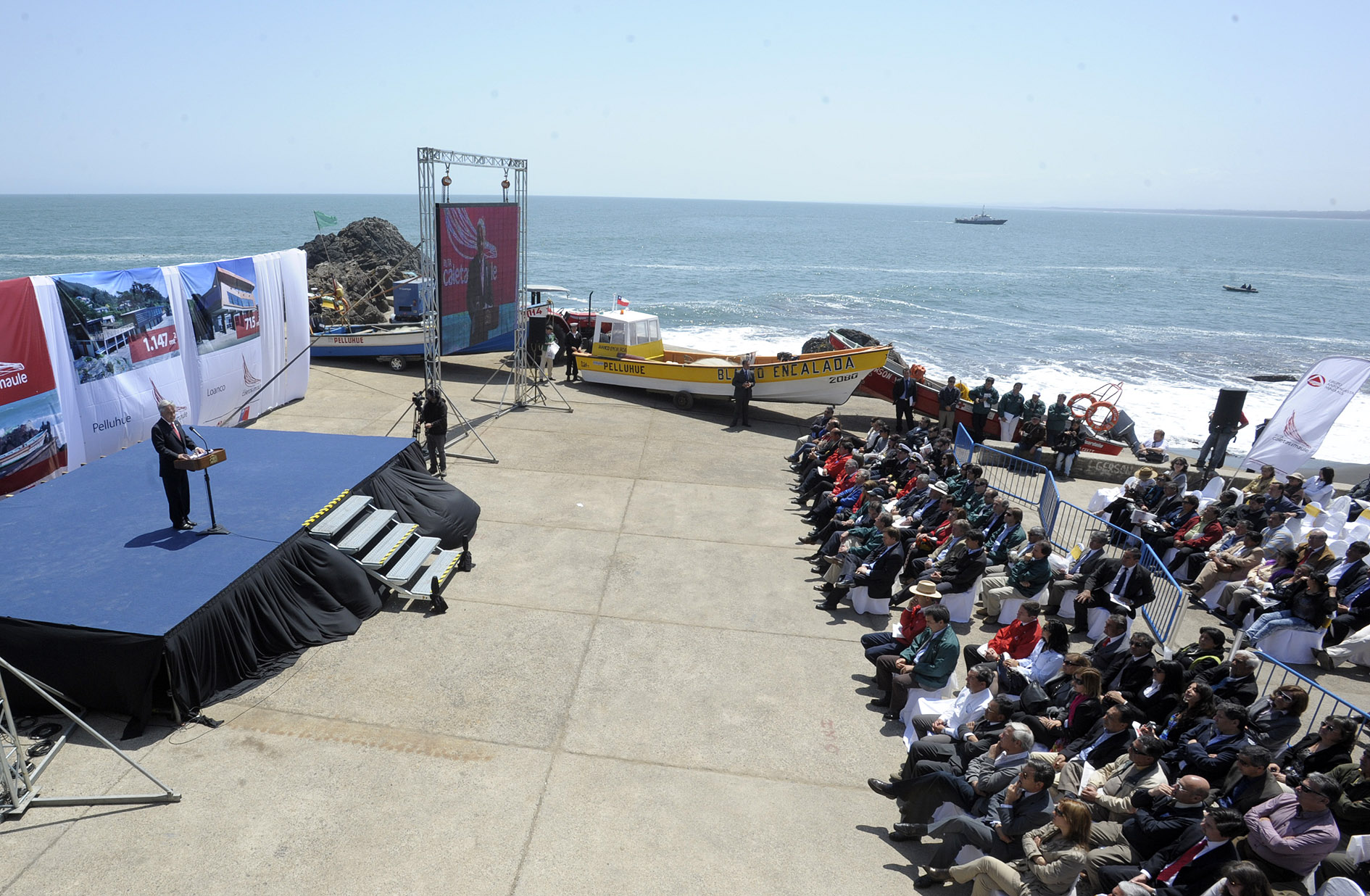
Ceremonia de reinauguración de la caleta de Pelluhue con la presencia del presidente Sebastián Piñera en octubre de 2011

El terremoto de Chile de 2010 desencadenó un tsunami con olas de entre 5 y 12 metros que devastó ciudades y localidades costeras de la región del Maule, Ñuble y del Biobío. El desastre resultó en la pérdida de 525 vidas y la destrucción de más de 500 mil viviendas, además de causar severos daños en infraestructuras esenciales, incluidas una serie de caletas de pescadores y sus botes.
Tras las labores de rescate y el levantamiento del estado de excepción por parte de la presidenta Michelle Bachelet, el gobierno chileno implementó un plan de reconstrucción que abarcó infraestructura vial, habitacional, educativa y de salud.
Uno de los proyectos destacados fue una cooperación público-privado que consistió en la reconstrucción de las caletas de la región del Maule, denominado Ruta Caletas del Maule, financiado por la empresa Antofagasta Minerals,junto a las compañías Marubeni Corporation, Mitsui, Nippon Mining and Metals, Mitsubishi Corp y Mitsubishi Materials, y la familia Cueto.
El sucesor de Michelle Bachelet, el presidente Sebastián Piñera, quien asumió el cargo 12 días después del terremoto, confirmó la continuación del proyecto.
Este proyecto comenzó con la entrega de 55 embarcaciones y 180 motores de botes en caletas artesanales en la costa de la región del Maule, para luego reconstruir, junto al diseño de la Asociación de Oficinas de Arquitectos (AOA), seis caletas que habían sido arrasadas por el tsunami: Boyeruca, Duao, Pellines, Loanco, Pelluhue y Curanipe. La iniciativa no solo se centró en la infraestructura pesquera, sino que también el desarrollar de señaléticas unificadas, la capacitación de 141 mujeres cocineras, y el impulso del desarrollo comercial y turístico de estas localidades.
El 11 de febrero de 2011 fue reinaugurada la caleta artesanal de Loanco con la presencia del entonces presidente Sebastián Piñera.En octubre de ese mismo año fue reinagurada el último de los proyectos, la caleta de Pelluhue.
En febrero de 2012, la compañía minera lanzó un libro sobre el origen, desarrollo y ejecución del proyecto, titulado “Ruta de las Caletas del Maule, historia de una reconstrucción".
El diseño de las nuevas caletas fue estándar: edificios de hormigón armado, con explanadas y rampas de acceso al mar. En sus primeros pisos, estos edificios albergan boxes para los pescadores, cámaras frigoríficas, cocinas, espacios para los sindicatos, y restaurantes donde se pueden degustar productos frescos del mar obtenidos por los mismos pescadores.
Tras la inauguración de las caletas reconstruidas, el proyecto se convirtió en una ruta turística en torno a la gastronomía, las playas, el surf, treeking y comercio local.